# Cúp quốc gia Scotland 1966–67
 Cúp quốc gia Scotland 1966–67 là mùa giải thứ 82 của giải đấu bóng đá loại trực tiếp uy tín nhất Scotland. Chức vô địch thuộc về Celtic khi đánh bại Aberdeen trong trận Chung kết.

## Vòng sơ loại 1
| Đội nhà             | Tỉ số | Đội khách          |
| ------------------- | ----- | ------------------ |
| Chirnside United    | 1 – 7 | Elgin City         |
| Forfar Athletic     | 1 – 0 | East Stirlingshire |
| Hawick Royal Albert | 4 – 1 | Gala Fairydean     |
| Nairn County        | 0 – 3 | Stenhousemuir      |
| Rothes              | 1 – 2 | Clydebank          |
| Vale of Leithen     | 1 – 8 | Berwick Rangers    |

## Vòng sơ loại 2
| Đội nhà              | Tỉ số | Đội khách       |
| -------------------- | ----- | --------------- |
| Hawick Royal Albert  | 1 – 1 | Elgin City      |
| Queen’s Park         | 3 – 0 | Stenhousemuir   |
| Albion Rovers        | 0 – 1 | Cowdenbeath     |
| Alloa Athletic       | 2 – 1 | Montrose        |
| Berwick Rangers      | 2 – 0 | Forfar Athletic |
| Brechin City         | 1 – 0 | Third Lanark    |
| Dumbarton            | 2 – 0 | Clydebank       |
| Inverness Caledonian | 0 – 0 | Stranraer       |

### Đấu lại
| Đội nhà    | Tỉ số | Đội khách            |
| ---------- | ----- | -------------------- |
| Elgin City | 2 – 0 | Hawick Royal Albert  |
| Stranraer  | 1 – 2 | Inverness Caledonian |

## Vòng Một
| Đội nhà              | Tỉ số | Đội khách            |
| -------------------- | ----- | -------------------- |
| Berwick Rangers      | 1 – 0 | Rangers              |
| Celtic               | 4 – 0 | Arbroath             |
| Dundee               | 0 – 5 | Aberdeen             |
| Elgin City           | 2 – 0 | Ayr United           |
| Falkirk              | 3 – 1 | Alloa Athletic       |
| Hearts               | 0 – 3 | Dundee United        |
| Hibernian            | 2 – 0 | Brechin City         |
| Inverness Caledonian | 1 – 3 | Hamilton Academical  |
| Kilmarnock           | 2 – 2 | Dunfermline Athletic |
| Greenock Morton      | 0 – 1 | Clyde                |
| Motherwell           | 0 – 1 | East Fife            |
| Partick Thistle      | 3 – 0 | Dumbarton            |
| Queen’s Park         | 3 – 2 | Raith Rovers         |
| St Johnstone         | 4 – 0 | Queen of the South   |
| St Mirren            | 1 – 1 | Cowdenbeath          |
| Stirling Albion      | 1 – 2 | Airdrieonians        |

### Đấu lại
| Đội nhà              | Tỉ số | Đội khách  |
| -------------------- | ----- | ---------- |
| Cowdenbeath          | 0 – 2 | St Mirren  |
| Dunfermline Athletic | 1 – 0 | Kilmarnock |

## Vòng Hai
| Đội nhà         | Tỉ số | Đội khách            |
| --------------- | ----- | -------------------- |
| Aberdeen        | 5 – 0 | St Johnstone         |
| Celtic          | 7 – 0 | Elgin City           |
| Clyde           | 4 – 1 | East Fife            |
| Dundee United   | 1 – 0 | Falkirk              |
| Hibernian       | 1 – 0 | Berwick Rangers      |
| Partick Thistle | 1 – 1 | Dunfermline Athletic |
| Queen’s Park    | 1 – 1 | Airdrieonians        |
| St Mirren       | 0 – 1 | Hamilton Academical  |

### Đấu lại
| Đội nhà              | Tỉ số | Đội khách       |
| -------------------- | ----- | --------------- |
| Dunfermline Athletic | 5 – 1 | Partick Thistle |
| Airdrieonians        | 1 – 2 | Queen’s Park    |

## Tứ kết
| Đội nhà       | Tỉ số | Đội khách            |
| ------------- | ----- | -------------------- |
| Celtic        | 5 – 3 | Queen’s Park         |
| Clyde         | 0 – 0 | Hamilton Academical  |
| Dundee United | 1 – 0 | Dunfermline Athletic |
| Hibernian     | 1 – 1 | Aberdeen             |

### Đấu lại
| Đội nhà             | Tỉ số | Đội khách |
| ------------------- | ----- | --------- |
| Aberdeen            | 3 – 0 | Hibernian |
| Hamilton Academical | 1 – 5 | Clyde     |

## Bán kết
| Aberdeen               | 1 – 0 | Dundee United |
| ---------------------- | ----- | ------------- |
| Tommy Millar 4' (l.n.) |       |               |

| Celtic | 0 – 0 | Clyde |
| ------ | ----- | ----- |
|        |       |       |

### Đấu lại
| Celtic | 2 – 0 | Clyde |
| ------ | ----- | ----- |
|        |       |       |

## Chung kết
| Celtic                  | 2 – 0 | Aberdeen |
| ----------------------- | ----- | -------- |
| William Wallace 42' 49' |       |          |